# Lejeunea perigonialis
Lejeunea perigonialis là một loài Rêu trong họ Lejeuneaceae. Loài này được Gottsche mô tả khoa học đầu tiên năm 1863.